# Helena Group
Helena Group (англ. The Helena Group або Фонд «Гелена Груп») — це глобальна неурядова організація та аналітичний центр, що складається з відомих лідерів різних поколінь суспільства.[1][2] До її складу входять військові та політичні діячі, керівники Fortune 500, лауреати Нобелівської премії, діячі мистецтва, провідні вчені, керівники технологічних компанійта благодійники.[3][4] Компанія була розроблена для вироблення ініціатив, що стосуються глобальних питань, які розробляються та виконуються під час частих зустрічей між її членами.[5][6][7]
Компанія сформувалась в 2016 році.
Тип — недержавна організація, Штаб-квартира знаходиться в Лос-Анджелесі, Каліфорнія
Засновник і виконавчий директор Генрі Елкус
Виконавчий директор та COO Самуель Фюнбург
Філії Незалежні
Вебсайт helena.co
Нинішні члени включають Ніколаса Бергрюна, Брайана Грацера, Р. Хона. Девід Мілібенд, Бет Комсток, генерала Нортон А. Шварц, Хлоя Грейс Моретц, Сильвія Ерл, Динамо, Мірон Шолес, Алаа Мурабіт, генерала Стенлі Маккристал, Діпак Чопра та Парк Йеоні. [8] [4]

## Формування
Гелена Груп була задумана наприкінці 2015 року Генрі Елкусом і Захарі Боном як засіб для заохочення діалогу та співпраці між керівниками різних поколінь. Бон вийшов з проекту незабаром після його заснування, після чого Елкус продовжував будувати групу разом з колегами-однолітками Єльського університету Самуелем Фейнбургом, який став виконавчим директором Гелена Груп та COO. Він почав розвивати Олену як спробу реструктурувати базову модель мозкового центру, спрямовуючи її на вироблення «реалістичних» ініціатив, а не на виробництво досліджень. Він стверджував, що ці дії найкраще будуть вживати лідери, які здатні їх реалізовувати, а не внутрішні дослідники. Гаффінгтон Пост описав цю концепцію як план «побудови суспільства світових лідерів у різних поколіннях та галузях, які можуть призвести до створення та реалізації ідеї прориву». Під час раннього розвитку Гелена Груп, Елкус «їздив на різноманітні саміти та конференції». Він здивувався, дізнавшись, що відвідувачі поділяються на вузький діапазон професій, і мало хто був молодим [10]. Елкус відчув, що це не відповідає світовим тенденціям, стверджуючи, що досягнення технології та цифрового підключення «дозволили молодим людям отримати безпрецедентний вплив у нашому суспільстві» і що «складні глобальні проблеми» 21-го століття будуть краще вирішуватися інтелектуально різноманітними групами. Як наслідок, Елкус затвердив, що кожен з основних членів Гелена Груп представляє інше поле — і половина учасників молодше 25 років. Ця увага до молоді та міждисциплінарного мислення стала відбитком структури та філософії Гелена Груп. Після того, як Гелена Груп почала розвиватися в ході другого року університету Елкуса та Фейнберга, пара вирішила не повернутися до Єльсу. Вони переїхали до Лос-Анджелеса, штат Каліфорнія, де зараз розташована Гелена Груп.

## Організаційна структура
Організаційна структура Гелена Груп зосереджена навколо своїх щорічних «груп» з 30 членів. Кожного року ці групи членів складаються з відомих лідерів різних поколінь і видів діяльності [15]. Під час їхнього відбору половина з 30 членів у віці до 25 років, а половина — більше 25 років. [9] Кожен учасник обраний для представлення окремого поля. Перша група була названа «однією з найпотужніших мереж світу». Гелена Груп описується як «неортодоксальний» і «руйнівний» аналітичний центр «Форбс», The Huffington Post та інші, через те, що організація робить важливий акцент на виробленні ініціатив, а не на письмові дослідження. Гельм Тім Донер описав Гелена Груп як «фабрику для інтеграції та вироблення ідей» [8]. У своєму інтерв'ю Самуїл Фейнбург стверджував, що "ми, і те, що ми прагнемо в Гелені, це не тільки залучити всіх зацікавлених сторін, а й спрямувати їх на розробку та реалізацію реальних проектів та політики — скликати і діяти. У цьому сенсі ми як «думаємо», так і «робимо». Гелена Груп є некомерційною неурядовою організацією. Організація не є доктринальною та не містить основних політичних, економічних або релігійних позицій. Гелена Груп фінансується насамперед за рахунок приватних пожертвувань від окремих благодійників та їх фондів.

## Членство
Щорічно Гелена Груп оголошує постійну групу з 30 членів. Члени ГГ- видатні фахівці з широкого кола різних областей. Вони слугують «рушійною силою» діяльності групи та беруть участь у регулярних зустрічах. Членство в ГГ не закінчується. Стати членом ГГ є «заснованим на заслугах, не коштує грошей і не вимагає підписки на будь-які політичні, релігійні чи економічні переконання». Під час їх відбору половина 30 членів ГГ — віком 25 років або молодша. Інша половина старше 25 років. Ця структура випливає з думки ГГ, що «кращі рішення … виникають внаслідок включення декількох поколінь», оскільки «лідери віком до 25 років» досягли великого успіху та впливу в цифрову епоху, і приблизно половина населення світу перебуває у віці до 25 років. Член Гелена Груп Джейкоб Кольє виступав на Фестивалі Мурса в 2016 році. Члени ГГ сьогодні представляють галузі: професійну атлетику, освіту, музику, маркетинг, економіку ланцюга постачання, кіно, розваги, правозахисну діяльність, духовність, біомедицину, магію, криптографію, дослідження космосу, корпорації конгломерату, консервацію, біологічну науку, кількісні економіка, приватний капітал, управління, філософія, штучний інтелект, охорона здоров'я, арктична розвідка, міжнародні відносини, військова розвідка, гуманітарна допомога, ядерна фізика, фізика плазми, великі дані, алгоритмічний політичний ризик, лінгвістика, морська біологія, океанографія та венчурний капітал.

### Члени Гелена Груп
- Ніколас Бергрюен — багатомільйонний інвестор, благодійник, колекціонер мистецтв та засновник аналітичних центрів. Голова Інституту Бергрюна (незалежний аналітичний центр) та засновник багатонаціональної інвестиційної компанії Berggruen Holdings. Голова музею Berggruen, співзасновник World Post, член правління LACMA, галерея Tate та MOMA
- Нікіл Будума — (22 роки) Вчений, який працює над штучним інтелектом, інвестор та виконавчий директор з технологій. Співзасновник і головний науковий співробітник засобів правового захисту, автор фундаментальних досліджень глибокого навчання, колишній інженер-дослідник лабораторії комп'ютерних наук та лабораторії штучного інтелекту MIT.
- Діпак Чопра — автор, публічний спікер та видатний діяч руху Нью Ейдж. Автор 21 Нью-Йорк Таймс Бестселлер, співзасновник Центру Чопра, засновник Фонду Чопра. Названий в Time Magazine як один із 100 «Героїв та ікон століття».
- Джейкоб Кольєр — (двадцять два) двохразовий лауреат премії Греммі, співак і композитор. Співпрацює з Фаррел Вільямс, Квінсі Джонс та Ганс Зіммер.
- Бет Комсток — заступник голови «General Electric». Член ради директорів компанії Nike, Inc., президент компанії Cooper Hewitt. Колишній президент Integrated Media у NBC Universal, де Comstock керував заснуванням Hulu. Названа в списку «Форбс» як 100 найбільш потужних жінок у світі у 2015 та 2016 роках.
- Тімоті Донер — (20 років) гіперполіглот, вільно володіє 23 мовами. Громадський спікер, охарактеризований Нью-Йорк Таймс, Бі-Бі-Сі, та Сьогоднішній шоу, головний спікер на Конференції SAP. Член Внутрішнього Чарівного Кола і лауреат премії «Академія магічних мистецтв» Володар року ". Дворазовий переможець премії Broadcast за кращу програму для розваг.
- Сільвія Ерл — перший жіночий головний науковий співробітник Національного управління океану та атмосфери (NOAA), журналу Time «Hero for the Planet», лауреат премії TED та Національний географічний провідник у резиденції. Засновник дослідження та досліджень глибокого океану. Названий Національним жіночим залом слави і названий бібліотекою Конгресу живими легендами.
- Брайан Грацер — продюсер та співзасновник компанії Imagine Entertainment, який отримав нагороду від академії в Голлівуді. Лауреат премії Академії за кращу картину для красивого розуму. Проекти Грацера зібрали понад 13 млрд. Доларів і були номіновані на 43 Академії та 131 нагород Еммі. Проекти включають Splash (1984), Apollo 13 (1985), Frost / Nixon (2008), 8 миль (2002) та The Da Vinci Code (2006). Названий одним із 100 найвпливовіших людей у світі.
- Мартін Гелман — винахідник криптографії з відкритим ключем, лауреат премії Тьюрінга, співзасновник біржі «Діффі-Гелмана» та заслужений професор електротехніки в Стенфордському університеті. Індукований в Національний Зал слави винахідників та Національну академію техніки, лауреат медалі Луї Е. Леві, премія призової премії IEEE Дональд Г. Фінк, премія Марконі та Медаль Річарда У. Геммінга. Видатний вчений з питань конфіденційності комп'ютерів, аналізу ризиків та ядерних проблем.
- Тімоті Гванг — (25 років) підприємець і політик. Співзасновник та головний виконавчий директор FiscalNote, засновник та президент Національної молодіжної асоціації 700 000+ членів та засновник операції Fly. Названий журналом Forbes і Inc 30 до 30 до списку.
- Буде Джек — (21 рік) фізик плазми, підприємець штучного інтелекту та венчурний капіталіст. Дослідник Лабораторії фізики плазми в Принстоні під час експерименту з літійним токамаком, колишнім розробником космічної системи космічної супутникової зв'язку SpaceX, відома як «SpaceX Satellite Constellation», та венчурний партнер Alsop Louie Partners. Також відомий для будівництва реактор ядерного синтезу в 16 років у своєму підвалі в Огайо для медичних досліджень зображень.
- Наньсі Лю — (26 років) — виконавчий директор з технологій, засновник компанії Enplug та співзасновник Nanoly Biosciences.
- Стенлі Маккристал — Відставний генерал чотирьох зірок армії Сполучених Штатів. Командувач Об'єднаним командуванням спеціальних операцій (JSOC), командувач Міжнародними силами сприяння безпеці (МССБ) та командувач силами США в Афганістані. Співзасновник ТОВ «Маккристал Груп» та старший науковий співробітник Джексонського інституту глобальних справ Єльського університету.
- Арджун Мегта — (21 рік) співзасновник «PlaySpan», засновник Stoodle, співзасновник Trakfire. (Rt. Hon) Девід Мілібенд — Міністр закордонних справ Великої Британії (2007—2010) та нинішній президент і головний виконавчий директор Міжнародного комітету з питань рятування. Колишній державний секретар Сполученого Королівства з питань навколишнього середовища, а також депутат від Парламенту (MP) з Південних щитів з 2001 по 2013 рік. Названий журналом Fortune «50 найбільших лідерів світу».
- Ярл Могн — генеральний директор Національного громадського радіо та засновник E! Телебачення. Засновник Фонду сім'ї Монна, піклувальник у Музеї сучасного мистецтва та член правління Scripps Networks Interactive.
- Хлоя Моретц — (20 років) Голлівудська актриса, активіст і модель. Названа як один із 25 найвпливовіших підлітків Time Magazine, переможець нагороди Elle Style Awards «Next Next Future Icon».
- Д-р Алаа Мурабіт — (27 років) лівійсько-канадський лікар, експерт з міжнародного мирбудівництва та засновник «Голос лівійських жінок». Служить Комісаром високого рівня Організації Об'єднаних Націй з питань охорони здоров'я зайнятості та економічного зростання. Один із 17 Глобальних адвокатів, призначених Генеральним секретарем ООН, є членом Дирекції МІТ та призначена на колегію Фонду Малала.
- Діві Наг — (24 років), виконавчий директор Apple Special Projects, піонер дослідження плюрипотентних стовбурових клітин та біотехнолог. Засновник StartX Med і засновник стовбурових клітинних терапевтів. Названа як друга найбільш творча людина в бізнесі компанії Fast Company, названа в Forbes Under 30, увійшла в список 100 новаторів та розбійників у Силіконовій долині, і названа одним із наймогутніших людей віком до 35 років Business Insider.
- Єномі Парк — (23 роки) північнокорейський перебіжчик і правозахисник. Автор мемуарів «Заради живих», в якому детально описано втечу парку з Північної Кореї у віці 15 років. Зі слів головних доповідей на одній молодому саміті та Форумі «Свобода» в Осло, що досягли більше 100 мільйонів чоловік .
- Мірон Шоулз — лауреат Нобелівської премії з економічних наук, творець моделі Блек-Шоулз, емерит професора в Stanford Graduate School of Business, головний інвестиційний стратег Janus Capital Group.
- Нортон А. Шварц — 19-й керівник штабу ВПС США, член Об'єднаних начальників штабів Сполучених Штатів Америки під час першого президентства Барака Обами (2008—2012 рр.), А також колишній командувач командування спецпідрозділами Сполучених Штатів Тихоокеанським регіоном. Шварц став президентом та генеральним директором бізнес-керівників з питань національної безпеки (BENS) у 2013 році. Засновник організації збереження антарктичної зброї 2041 р., Спеціальний посланник Генерального директора ЮНЕСКО та ООН

## Діяльність
Гелена Груп працює над створенням та реалізацією «реалістичних ініціатив», які «вирішують значущі проблеми». Вона обговорює ці проблеми в «Helena Meetings» та запускає ініціативи, що випливають з цих зустрічей, відомих як «Helena Projects». TechCrunch описав сферу діяльності Гелена Груп як «обговорення глобальних проблем та розробку та фінансування рішень цих проблем».
Зустрічі членів Гелена Груп
Первинна форма взаємодії членів Гелена відома як «Геленська зустріч». Зустрічі є «дуже частими, приватними дискусіями між невеликими групами членів (Геленської)», і відбуваються на міжнародному рівні [8]. Учасники зустрічаються в невеликих групах, як в цифрових, так і в індивідуальних формах. Більшість великих зустрічей відбуваються в штаб-квартирі Гелени Груп в Лос-Анджелесі. ЗМІ називають збори членів Гелена Груп як «візитну картку» організації. Зустрічі Гелени Груп є механізмом організації як засвоєння, так і впровадження проектів. Під час зустрічей члени обговорюють ідеї та тенденції, що формуються в їхніх сферах та глобальне суспільство [19]. Хоча деякі збори складаються лише з інтелектуальних дебатів та обговорень, інші — оперативні зустрічі, присвячені виконанню проектів «Гелена». В інтерв'ю зі ЗМІ члени Гелени Груп розповіли, що зустрічі є механізмом для розробки потенційних рішень існуючої глобальної дилеми, розробки інновацій та нових проектів, які не ґрунтуються на вирішенні існуючих проблем, а також для розвитку співпраці між лідерами, які ніколи не можуть працювали разом через різницю у віці чи політичні розбіжності [11].

## Проекти Гелена Груп
Гелена Груп описує свої проекти як «реалістичні ініціативи, спрямовані на вирішення серйозних глобальних проблем». Ці проекти розроблені та експлуатуються членами та персоналом ГГ. Деякі з ініціатив ГГ є приватними, а інші публікуються. До теперішнього часу ГГ розпочала кілька громадських ініціатив, зокрема премію з питань зміни клімату та Раду безпеки. Редакція оголосила в жовтні 2016 року премію Гелен Груп — першу громадську ініціативу ГГ. Описуючись як пошук «бізнес-плану для боротьби зі зміною клімату», премія прагнула стимулювати та підтримувати інновації, визначивши та заохочуючи прибуткове підприємство з «імовірним та визначеним чистим негативним впливом на радіаційне примус». Премія отримала підтримку Boston Consulting Group та Sierra Energy. ГГ зібрала консультативну раду кліматологів, екологічно чистих венчурних капіталістів та інших галузевих експертів для вибору, а потім безпосередньо підтримала переможця. Серед суддів премії «Гелена Груп» були професор Гордон Л. Кларк (директор Школи підприємництва та навколишнього середовища Сміт Оксфордського університету), професор Кемерон Гепберн (професор економіки навколишнього середовища Оксфордського університету та Лондонська школа економіки та Політологія), Чип Коминс (засновник Американського інституту відновлюваної енергетики), Джон Р. Сейдел (директор з питань сталого розвитку, м. Атланта) та дев'ять інших. Премія Гелена була відкрита для заявок з жовтня 2016 року по січень 2017 року. З лютого по квітень 2017 року заявники були перевірені Консалтинговою групою «Бостон» та Консультативною радою призу. На початку травня 2017 року премію Гелена Груп отримали Крістоф Джеральд та Ян Вюрцбахер з Climeworks, компанія з технології захоплення вуглецю, розташована в Цюриху, Швейцарія. Нагорода Climeworks включила членство в Гелені Груп; наставництво з Консультативної ради премії Гелена, а також натуральні послуги від партнерів, включаючи підтримку від The Boston Consulting Group та Американського інституту відновлюваної енергії. Гелена сама продовжує допомагати Climeworks з маркетингом, продажем і операціями. З моменту виграшу премії Гелена, Climeworks відкрила першу у світі комерційну установку для захоплення CO2 з повітря в травні 2017 року. Компанія отримала широке визнання преси, і була представлена в більш ніж 100 новинних випусках, включаючи Fast Company, Vice, Upworthy, Washington Post і Science Magazine. Завод, розташований в місті Гінвіл, Швейцарія, щорічно вивозить кілька сотень тонн вуглекислого газу з навколишнього повітря. Потім СО2 перекачується у місцеву теплицю, де вона використовується на місці невідновлюваного викиду СО2, виробленої з викопного палива. Climeworks і Reykjavik Energy також відкрили невеликий випробувальний завод з захоплення СО2 на Гелієндуйській геотермальній електростанції в Ісландії в жовтні 2017 року. Тестова установка захоплює до 50 тонн СО2 на рік з повітря, зв'язує СО2 водою і вводить її понад 700 метри під землею в базальтовий корінь. СО2 реагує з базальтом для утворення твердих карбонатних мінералів.

### Рада Безпеки Гелена Груп
Рада Безпеки Гелена була розпочата на початку 2017 р. Як «постійна програма в Гелені», орієнтована на «глобальні тенденції безпеки 21 століття». Як повідомляє вебсайт ГГ, рада скликає членів ГГ та зовнішніх експертів для створення, публікації, і впроваджувань ідей, що інформують про прийняття рішень у глобальній безпеці. Рада в даний час зосереджується на ролі штучного інтелекту в ядерній безпеці, аддитивному виробництві, зростаючій швидкості роботи інформаційних систем, децентралізованих ЗМІ, безпеці мережі та «тисячолітньому сприйнятті глобальної безпеки» [19]. У своєму інтерв'ю, присвяченому обговоренням Ради щодо перетину штучного інтелекту та ядерної безпеки, експерт із штучного інтелекту з глибоким вивченням, Нікіл Будума назвав «спробу розробити нову структуру навколо того, як ми думаємо про суб'єктів-злодійців, проти другої системи ударів і високо автоматизований пошук та знищення операцій». У серпні 2017 року ГГ повідомила, що Рада Безпеки співпрацювала з корпорацією RAND. За словами Ендрю Парасіліті, директора Центру глобальних ризиків та безпеки RAND, Рада співпрацює з RAND з «ініціативою RAND, що називається» Security 2040 ". У інтерв'ю французькому бізнесменові та благодійнику Олександру Марсу генеральний директор компанії Helena Henry Elkus заявив, ця робота Ради з RAND також призведе до «всеосяжних досліджень в галузі глобальної безпеки, які мають бути опубліковані в 2018 році».

## Партнерські відносини
Гелена Груп встановила партнерські відносини з низкою зовнішніх організацій. Зазначена мета партнерських відносин полягає в тому, щоб «розширити операційні можливості ГГ». Генерал-губернатор Генрі Елкус детально описав підхід ГГ до партнерських відносин в інтерв'ю The European Magazine, який сказав: «Ми співпрацюємо лише з зовнішніми організаціями, які безпосередньо співпрацюють з ГГ у своїх проектах і ідеї» Бостонська Консалтингова Група Редагування У жовтні 2016 р. «Гелена Груп» та «Бостонська консалтингова група» оголосили про створення стратегічного партнерства, «спрямованого на розробку та керівництво проектами та ініціативами соціального впливу Гелен Груп». BCG пропонує Гелен Груп "підтримку з практики управлінського консультування та BCG Digital «Старший партнер BCG Джефф Гілл назвав ГГ» динамічною організацією, яка поділяє нашу місію «спільного формування майбутнього» [3]. BCG також підтримала премію «Гелена», нагороду, призначену для стимулювання та заохочення інновацій у сфері екологічної техніки серед молодих підприємців. Премія Helena була нагороджена в травні 2017 р. Компанії Climeworks, компанії з захоплення вуглецю, розташованої у Цюриху, Швейцарія. У середині 2017 р. Гелена співпрацювала з корпорацією RAND з метою розробки «нових шляхів подолання глобальної безпеки в ХХІ столітті, приділяючи особливу увагу виявленню лідерів, політики та технологій, які сформують цю сферу» [48]. Рада Безпеки ГГ співпрацює з RAND з ініціативами, що стосуються штучного інтелекту, ядерної безпеки та виробництва добавок. Редагування інституту Berggruen Інститут Бергрюна є незалежним незалежним аналітичним центром, який розробляє ідеї для формування політичних та соціальних інститутів. Інститут був заснований і очолюється членом ГГ Ніколасом Бергрюеном. Гелена співпрацює з Інститутом Берггуена з розробкою та аналізом політичних рішень, які впливають на політичні та соціальні інститути, зосереджуючись на тому, як уряди можуть розвиватися у відповідь на технологічні тенденції 21 століття та глобалізацію.

## Критика
Гелена Груп критикували за складність і засекреченість. До відкритої публічної кампанії організація піддавалася перевірці інтернет-таблоїдів та блогів, які ставили під сумнів мету та існування групи. [53] Кілька публікацій висловлювали розчарування у нездатності розкрити подробиці про структуру Гелен Груп, операції чи її учасників. Технологічний вебсайт TechCrunch похвалив «серйозну вогневу силу» та філантропічні цілі групи, але характеризував стратегію запуску «Гелени» як «помилку». Гелена з тих пір була піддана критиці через відсутність прозорості. Засідання групи є відкритими для громадськості, і деякі з його проектів є приватними або ще нерозкриті. Керівники ГГ були опитані в інтерв'ю про передбачувану складність і елітарність організації. [6] «Форбс» цитує генерального директора Генрі Елкуса, як стверджує критику складності, стверджуючи, що складна розробка Гелени є перевагою, а не недоліком: «ми вирішили створити організацію, яка не обмежується лише однією конкретною галуззю, і діє не тільки як аналітичний центр, але як мережева група, дослідницька лабораторія та діюча благодійна організація».